# Argyrophorus argenteus
Argyrophorus argenteus is een vlinder uit de onderfamilie Satyrinae.
De imago heeft een spanwijdte van ongeveer 4 centimeter, de vleugels hebben een glinsterend zilveren kleur. De vlinders zijn moeilijk te vangen doordat ze zeer onregelmatig vliegen.
De rups is licht geelbruin met lengtestrepen. De waardplanten die hij gebruikt zijn grassen, waaronder in elk geval soorten uit het geslacht Stipa.
De soort komt voor op lagere hellingen van de Andes in Chili en Argentinië.